# Bujnovská soutěska
Bujnovská soutěska (bulharsky Буйновско ждрело, Bujnovsko ždrelo) je soutěska v pohoří Rodopy na řece Bujnovska (přítoku řeky Văča) ve Smoljanské oblasti v jižním Bulharsku, nedaleko od řeckých hranic.
Délka soutěsky je asi 10 km. Nejužší místo, kde se skály téměř dotýkají, se nazývá Vlčí skok.